# Recorded Music NZ
Recorded Music NZ (dawniej: Recording Industry Association of New Zealand – RIANZ) – nowozelandzkie stowarzyszenie producentów fonogramów i wideogramów. Członkiem stowarzyszenia może być każda wytwórnia płytowa działająca w Nowej Zelandii. Głównymi wytwórniami posiadającymi pełne członkostwo w RIANZ są tak zwane wytwórnie „wielkiej czwórki” – EMI, Sony, Universal i Warner.
Stowarzyszenie przyznaje również nagrody, New Zealand Music Awards, otrzymywane za osiągnięcia artystyczne lub techniczne w dziedzinie przemysłu muzycznego. Nagrody przyznawane są od 1965.